# 世界はボクらのために!
『世界はボクらのために!』（せかいはぼくらのために!）は、円城寺マキによる日本の漫画作品。
小学館の『プチコミック増刊』にて2005年から2010年にかけて全7話が不定期に掲載された。単行本は同社のプチコミフラワーコミックスより全2巻。

## あらすじ
高校教師になる夢が叶い、前途洋々上京した真帆は、高校の頃から付き合ってきた恋人に振られてしまう。その憂さ晴らしにと適当に声をかけた男に愚痴をこぼし、一夜を共にし、名前も知らないまま別れる。
後日、2人は再会する。真帆が担任するクラスの教師と生徒として。

## 登場人物
小川 真帆（おがわ まほ）
高校教師になる夢を叶えると同時に、6年間付き合った恋人を失う。ヤケになって逆ナンパをしたところ、後日その彼が自身の教え子となる。国語教師。
広瀬 港（ひろせ みなと）
真帆のクラスの生徒。自分に縋ってきた真帆を放っておけず、誰でもよかったとは知らないまま本気になってしまった。俳優の卵だが、学校にはその活動は秘密。セックスをすると覚えたセリフを忘れてしまうという大きな欠点が発覚する。
「ナメときゃ治ります!」に登場した生意気な中学生の5年後という設定。
妹尾 和海（せのお かずみ）
港の隣のクラスの男子。妹尾流狂言の流れを継ぐ一族の次男だが、狂言の才能はない。演劇のことを学校にバラさない代わりに真帆を譲れと脅す。実はゲイで、後に港を追いかけて港と同じ芸能事務所に入る。
霧島 修吾（きりしま しゅうご）
離島で中学教師をしていた。真帆の見合い相手。真帆に振られた後、偶然にも真帆の高校に赴任し、その上港の担任になる。2人の関係も知ってしまう。

## 単行本同時収録
- 恋に沈む途中（『プチコミック』2005年12月号掲載）
- ウチにおいでよ! 〜クリスマスSPECIAL〜（『プチコミック』2004年12月号掲載） - 読み切り「ウチにおいでよ!」を元にしたギャグ漫画
- くちびるで嘘に触れて（『プチコミック』2005年4月号掲載） - 父親が痴漢で逮捕された希美は、絶対に冤罪だからと、弁護士をしている元カレ・士朗を頼る。
- 今宵あなたを眠らせない（『プチコミック』2006年6月号特別ふろく掲載）

## 書誌情報
円城寺マキ 『世界はボクらのために!』 〈小学館・プチコミフラワーコミックス〉 全2巻
1. 2006年6月26日発売、ISBN 4-09-130440-0
2. 2010年4月9日発売、ISBN 978-4-09-133160-1